# Grania (Plantae)
Grania, rod crvenih algi iz porodice Acrochaetiaceae. Postoje dvije priznate vrste, obje su morske.

## Vrste
1. Grania efflorescens (J.Agardh) Kylin – tipična
2. Grania pectinata (Kylin) Athanasiadis